# Catanha
Henrique Guedes da Silva (Recife, 6 de marzo de 1972), conocido como Catanha, es un exfutbolista brasileño nacionalizado español. Adquirió fama en los campos de juego de la Liga española, donde militó en clubes como la U. D. Salamanca, el C. D. Leganés, el Málaga C. F. y el Celta de Vigo.

## Biografía
Catanha nació en Recife, al norte de Brasil, siendo el mayor de cinco hermanos. Tuvo que luchar mucho para ganarse la vida puesto que creció en uno de los barrios con más pobreza de Brasil. Ya desde pequeño el fútbol era su pasión, destacando en los partidos callejeros que jugaba con sus amigos. Cuando tenía 13 o 14 años fichó por los juveniles del Fluminense en Río de Janeiro. Allí demostró su olfato goleador.
A pesar de ello, en el primer equipo del Fluminense no tuvo oportunidades, por lo que se marchó al São Cristovão, donde coincidió con Vagner y con Ronaldo, que por aquel entonces tenía 15 años. Catanha debutó a los 18 años frente al Flamengo. 
Empezó a destacar y en 1993 se marchó al CSA de Maceió, donde fue el máximo goleador con 15 tantos en la primera temporada. En la segunda se proclamó campeón de la Liga de Alagoas y máximo goleador del campeonato con 32 goles. La siguiente temporada la jugó en el União São Jorge donde también destacó, lo que propició que pudiese llegar a Os Belenenses en 1995. A la siguiente temporada fue fichado por la UD Salamanca, en España. Su fichaje se convirtió en un fracaso, puesto que ese año solo consiguió anotar un gol, por lo que fue cedido al CD Leganés.
En 1998 llegó al Málaga CF; fue el máximo goleador de la Segunda División y su equipo consiguió el ascenso. Debutó en Primera División el 22 de agosto de 1999, marcando el gol que derrotó al RCD Espanyol en La Rosaleda. En el Málaga CF consiguió quedar segundo clasificado en la tabla de goleadores en la temporada 1999/2000, empatado con Hasselbaink a 24 goles y solo superado por Salva Ballesta, que logró anotar 27 goles. El Celta de Vigo pagó 2300 millones de pesetas por Catanha siendo el fichaje más caro de la historia del club. Después, el futbolista vivió una discreta experiencia en el fútbol ruso, concretamente en el PFC Krylia Sovietov Samara, donde jugó hasta junio de 2006 en calidad de cedido por el Celta de Vigo, para recalar a continuación en el Os Belenenses de Portugal y esta última campaña de vuelta a Brasil en el Atlético Mineiro. Catanha firma en enero del 2006 por el CD Linares de la Segunda División B de España, club que tuvo que abandonar a finales del 2007 debido a la grave crisis por la que pasaba el equipo andaluz.
El 9 de septiembre de 2008 ficha por el Estepona CF, por entonces, de la Tercera División española, acabando la campaña con el ascenso a Segunda División B, siendo una de las piezas claves en el ascenso.
En el año 2016 ficha como entrenador-jugador del C.D. Zenit de Torremolinos de la Segunda División Andaluza.
En noviembre de la temporada 2016/17 ficha por la U. D. Dos Hermanas San Andrés, equipo malagueño que milita en la Tercera División de España. A sus 44 años, tiene doble ficha de segundo entrenador y de jugador, ocupando la posición de delantero junto a su hijo Pedro, quien también juega en la delantera del equipo.

### Internacional con España
Ha sido internacional con la selección española en tres ocasiones, debutando en el partido que enfrentaba al conjunto español contra Israel el 7 de octubre de 2000. Los españoles se impusieron al combinado hebreo por 2 goles a 0.

## Trayectoria

### Como jugador
| Club                        | País                | Año                 | Partidos | Goles |
| --------------------------- | ------------------- | ------------------- | -------- | ----- |
| Sao Cristovao               | Brasil              | 1991/1992           |          |       |
| Unao Sao Joao               | Brasil              | 1992/1993           |          |       |
| CSA                         | Brasil              | 1993/1994           | 13       | 15    |
| CSA                         | Brasil              | 1994/1995           | 25       | 32    |
| Paysandu Sport Club         | Brasil              | 1995                | 7        | 4     |
| Os Belenenses               | Portugal            | 1995/1996           | 13       | 12    |
| UD Salamanca                | España              | 1996/1997           | 14       | 1     |
| CD Leganés                  |                     | 1997/1998           | 36       | 14    |
| Málaga CF                   |                     | 1998/1999           | 43       | 28    |
| Málaga CF                   |                     | 1999/2000           | 34       | 25    |
| Celta de Vigo               |                     | 2000/2001           | 52       | 21    |
| Celta de Vigo               |                     | 2001/2002           | 42       | 19    |
| Celta de Vigo               |                     | 2002/2003           | 37       | 5     |
| Celta de Vigo               |                     | 2003/2004           | 16       | 1     |
| PFC Krylia Sovietov Samara  | Rusia               | 2004                | 11       | 1     |
| Os Belenenses               | Portugal            | 2005                | 8        | 0     |
| Marília Atlético Clube      | Brasil              | 2005                | 8        | 4     |
| Clube Atlético Mineiro      | Brasil              | 2005                | 17       | 5     |
| CD Linares                  | España              | 2005/2006           | 20       | 4     |
| CD Linares                  | España              | 2006/2007           | 30       | 13    |
| CD Linares                  | España              | 2007/2008           | 29       | 11    |
| Unión Estepona CF           | España              | 2008/2009           | 32       | 18    |
| Unión Estepona CF           | España              | 2009/2010           | 18       | 5     |
| CSA                         | Brasil              | 2010/2011           | 7        | 3     |
| C.D. Zenit de Torremolinos  | España              | 2016/2017           | 3        | 1     |
| U.D.Dos Hermanas San Andrés | España              | 2016/2017           | 11       | 3     |
| Total en su carrera         | Total en su carrera | Total en su carrera | 526      | 245   |

### Como entrenador
| Club              | País      | Año  |
| ----------------- | --------- | ---- |
| Leo Gibraltar FC  | Gibraltar | 2016 |
| CD Nerja          | España    | 2020 |
| CD Almuñécar City | España    | 2021 |

## Palmarés

### Como jugador

#### Campeonatos regionales
| Título              | Club                     | Estado  | Año  |
| ------------------- | ------------------------ | ------- | ---- |
| Campeonato Alagoano | Centro Sportivo Alagoano | Alagoas | 1994 |

#### Campeonatos internacionales
| Título                    | Club                    | Sede            | Año  |
| ------------------------- | ----------------------- | --------------- | ---- |
| Copa Intertoto de la UEFA | Real Club Celta de Vigo | San Petersburgo | 2000 |

#### Otros logros
| Logro                      | Club                  | País   | Año     |
| -------------------------- | --------------------- | ------ | ------- |
| Ascenso a Primera División | Málaga Club de Fútbol | España | 1997/98 |